# Intruz (film 1962)
Intruz (ang. The Intruder) – amerykański dramat polityczny z 1962 roku w reżyserii Rogera Cormana, na podstawie scenariusza Charlesa Beaumonta.

## Fabuła
Do Caxton, fikcyjnego małego miasteczka na południu Stanów Zjednoczonych, przybywa autobusem Adam Cramer (William Shatner), który przedstawia się jako „pracownik socjalny”. Natychmiast zaczyna siać zamęt, mając wsparcie zagorzałego rasisty Verne'a Shipmana (Robert Emhardt).
Sytuacja szybko wymyka się spod kontroli – dochodzi do rytualnego palenia krzyża z udziałem członków Ku Klux Klanu, masowego zgromadzenia, podczas którego Cramer podburza tłum do samosądu na niewinnym młodym Afroamerykaninie fałszywie oskarżonym o gwałt, oraz serii pobić dokonanych przez nowych zwolenników Cramera, wymierzonych przeciwko wszystkim, którzy ośmielili się mu sprzeciwić. Ostatecznie Cramer zostaje zdemaskowany jako prawdziwe źródło wszystkich problemów i zmuszony do opuszczenia miasta autobusem.

## Produkcja i odbiór
Roger Corman, dotychczas specjalizujący się w kasowym, niskobudżetowym kinie gatunkowym, zdecydował się nakręcić film poświęcony rasizmowi na amerykańskim Południu. Film został nakręcony za zaledwie 80 000 dolarów, przy udziale południowców nieświadomych intencji Cormana, którzy uznawali wcielającego się w główną rolę Williama Shatnera za prawdziwego bohatera filmu. Gdy statyści z Południa poznawali zamiar reżysera, ekipa filmowa podlegała szykanom i była wyrzucana z plenerów zdjęciowych.
Premiera Intruza odbyła się 14 maja 1962 roku. Film jako jedyny w dotychczasowej karierze Cormana poniósł klęskę finansową, co zniechęciło reżysera do angażowania się w tematy społeczne. Recenzje filmu były jednak pozytywne. W „Time Out” pisano: „Emocje narastają wraz z palącymi letnimi temperaturami; warstwa wizualna podkreśla ekonomiczne nierówności, szczególnie w ujęciach czarnego getta i Cramera w jego nieskazitelnie białym garniturze. Film mrozi krew w żyłach, a szczególnie w momencie, gdy Cramer wygłasza swoje bojowe zawołanie: «To dopiero początek» – co jest bolesną przepowiednią”. Tim Purtell z „Entertainment Weekly” był zdania, iż: „aż do zbyt łatwego zakończenia, ten nietypowo poważny dramat kultowego reżysera Rogera Cormana jest przerażająco skuteczny”. Francuski „Le Monde” zachwalał realizację filmu: „Czarno-białe obrazy, liczne rzeczywiste plenery, nieznani aktorzy, kaskada przemocy wywołana przez kaznodzieję nienawiści: to surowy realizm, który dziś odsyła nas do całego okresu w historii Stanów Zjednoczonych […]. [Reżyser] przedstawił również niebezpieczne zachowania tłumu gotowego do zbiorowego linczu, jeśli tylko da się mu ku temu okazję”.
Wheeler Winston Dixon z pisma „Senses of Cinema” określił Intruza mianem „jednego z najbardziej brutalnych, szczerych i bezlitosnych filmów o amerykańskim rasizmie w historii kina”.